# Amsterdam (chanson de Maggie MacNeal)
Pour les articles homonymes, voir Amsterdam (homonymie).
Chansons représentant les Pays-Bas au Concours Eurovision de la chanson
Colorado
(1979) Het is een wonder
(1981)
Singles de Maggie MacNeal
Night Time
(1979) Why Your Lady Says Goodbye
(1980)
Amsterdam est une chanson éponyme de la chanteuse néerlandaise Maggie MacNeal parue sur l'album "Amsterdam" et sortie en 1980 en 45 tours. C'est le deuxième et dernier single de l'album.
C'est la chanson représentant les Pays-Bas au Concours Eurovision de la chanson 1980.
Maggie MacNeal a également enregistré la chanson sous le même titre dans des versions en anglais et en français sous le même titre ainsi qu'en allemand sous le titre Amsterdam, nur da bin ich zu Haus (« Amsterdam, seulement là je suis à la maison »).

## Thème des paroles
Ses paroles font référence à la capitale des Pays-Bas, Amsterdam.

## À l'Eurovision

### Avant 1980
La chanteuse Maggie MacNeal a déjà représenté les Pays-Bas au Concours Eurovision de la chanson 1974 en tant que moitié du duo Mouth & MacNeal avec la chanson I See a Star avec laquelle elle avait terminé 3e.

### Sélection
Au début de 1980, la chanson Amsterdam est sélectionnée en interne par le radiodiffuseur néerlandais NOS, pour représenter les Pays-Bas au Concours Eurovision de la chanson 1980 le 19 avril à domicile dans la ville de La Haye.

### À La Haye
La chanson est intégralement interprétée en néerlandais, langue officielle des Pays-Bas, comme l'impose la règle de 1977 à 1998. L'orchestre est dirigé par Rogier van Otterloo (nl).
Amsterdam est la quinzième chanson interprétée lors de la soirée du concours, suivant Um grande, grande amor (en) de José Cid pour le Portugal et précédant Hé, hé m'sieurs dames de Profil pour la France.
À l'issue du vote, elle obtient 93 points et se classe 5e sur 19 chansons,.

## Liste des titres

### Édition néerlandaise
| A. | Amsterdam                    | Alex Smits, Frans Smit, Robert Verwey, Sjoukje Smit-van't Spijker     | 2:30 |
| B. | Amsterdam (version anglaise) | Peter Langford, Frans Smit, Robert Verwey, Sjoukje Smit-van't Spijker | 2:30 |

### Édition française
| A. | Amsterdam (version française) | François Orenn, Frans Smit, Robert Verwey, Sjoukje Smit-van't Spijker | 2:30 |
| B. | Take It Easy                  | Peter Langford                                                        | 3:30 |

## Classement

### Classements hebdomadaires
| Classement (1980)             | Meilleure position |
| ----------------------------- | ------------------ |
| Pays-Bas (Nederlandse Top 40) | 33                 |
| Pays-Bas (Single Top 100)     | 39                 |

## Historique de sortie
| Pays                 | Date      | Format   | Label |
| -------------------- | --------- | -------- | ----- |
| Pays-Bas,            | mars 1980 | 45 tours | WEA   |
| Afrique du Sud       | 1980      | 45 tours | WEA   |
| Allemagne de l'Ouest | 1980      | 45 tours | WEA   |
| France,              | 1980      | 45 tours | WEA   |
| Italie               | 1980      | 45 tours | WEA   |
| Portugal             | 1980      | 45 tours | WEA   |
| Royaume-Uni          | 1980      | 45 tours | WEA   |